# Miss USA 2007
A 56ª edição do concurso Miss USA foi realizada em Hollywood, Califórnia, no dia 23 de março de 2007, após duas semanas de eventos e competições preliminares. O título ficou com Rachel Smith, do Tennessee.
A NBC transmitiu o concurso do Kodak Theatre, um mês mais cedo que o concurso de 2006. Esta foi a segunda vez que o concurso foi realizado neste local (a anterior foi em 2004, quando Shandi Finnessey venceu o concurso). O hotel oficial foi o Wilshire Grand.
As candidatas desembarcaram em Los Angeles no dia 8 de março de 2007 e estiveram envolvidas em duas semanas de ensaios e eventos antes do show final. A competição preliminar aconteceu no dia 19 de março, quando as 51 candidatas desfilaram em trajes de banho e trajes de gala, após as entrevistas individuais privadas de cada uma, realizadas no dia anterior. Esta foi a primeira vez, em anos recentes, que a apresentação preliminar foi realizada em um salão de festas do hotel oficial em vez do local da final televisionada.
Durante o show final do dia 23 de março, as 15 candidatas com melhores médias na fase preliminar foram anunciadas. Essas candidatas competiram na etapa de trajes de banho. Após, foram classificadas 10 candidatas para a etapa de trajes de gala. As médias completas foram mostradas pela primeira vez na competição desde 2002.
No final da competição, Smith recebeu a coroa da antecessora, Tara Conner, do Kentucky. Ela foi a terceira candidata consecutiva de Miss Teen USA a levar o título adulto e a segunda representante do Tennessee a fazê-lo. Smith e Conner já haviam competido juntas no Miss Teen USA 2002.

## Resultados
| Final results | Contestant |
| ------------- | --- |

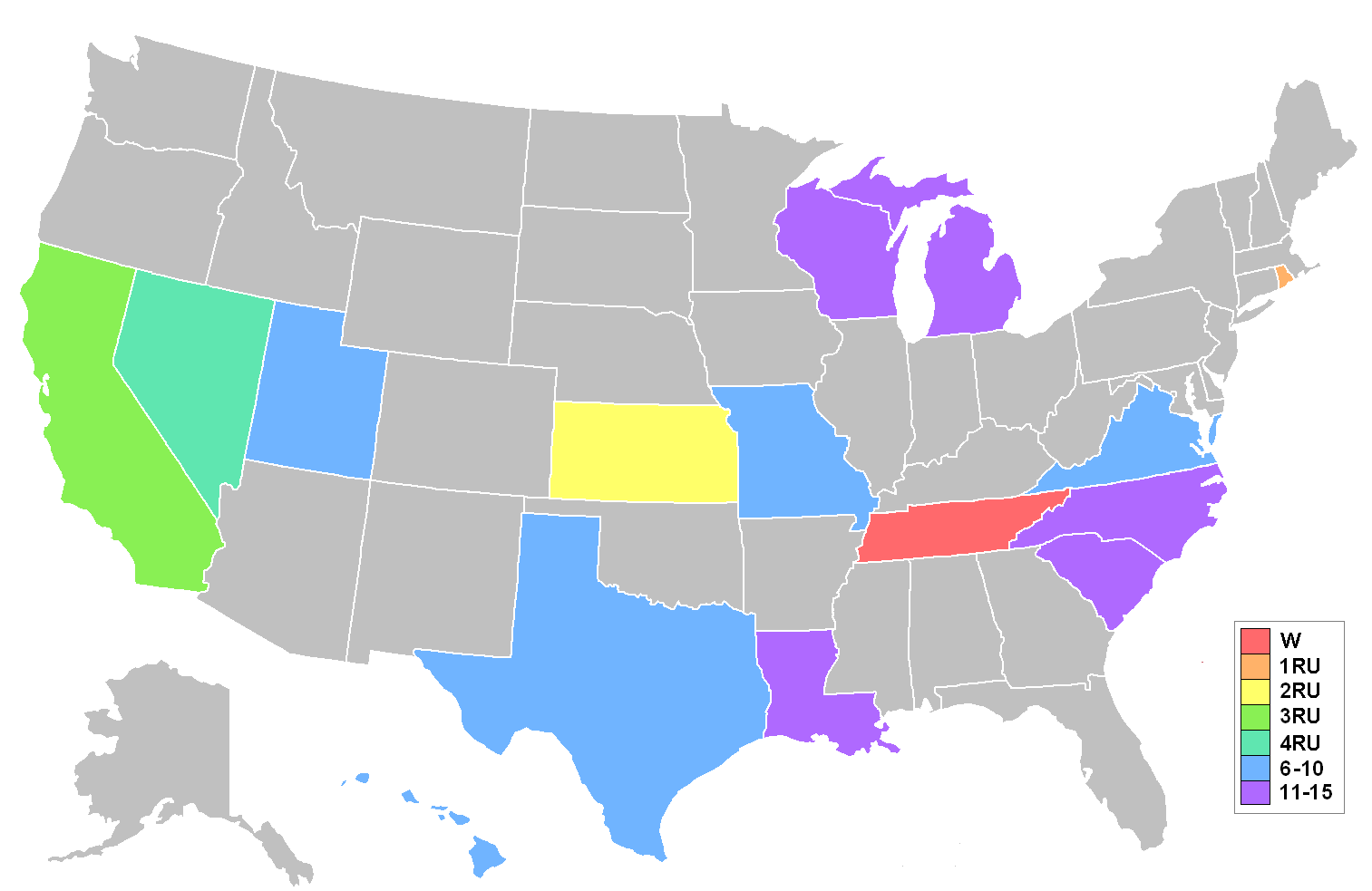
Mapa mostrando as classificações por Estado

| Miss USA 2007 | - Tennessee - Rachel Smith |
| 2ª colocada   | - Rhode Island - Danielle Lacourse |
| 3ª colocada   | - Cansas - Cara Gorges |
| 4ª colocada   | - Califórnia - Meagan Tandy |
| 5ª colocada   | - Nevada - Helen Salas |
| Top 10        | - Virgínia - Lauren Barnette - Utah - Heather Anderson - Havaí - Chanel Wise - Texas - Magen Ellis - Missouri - Amber Seyer                              |
| Top 15        | - Carolina do Sul - Ashley Zais - Luisiana - Elizabeth McNulty - Wisconsin - Caitlin Morrall - Michigan - Kelly Best - Carolina do Norte - Erin O'Kelley |

### Premiações especiaia
- Miss Simpatia: Stephanie Trudeau (Montana)
- Miss Fotogenia: Rebecca Moore (Alabama)

### Competição final
| \| Estado \| Traje de Banho \| Traje de Gala \| \| ----------------- \| -------------- \| ------------- \| \| Tennessee \| 9.283(1) \| 9.522(1) \| \| Rhode Island \| 8.850(2) \| 9.158(2) \| \| Cansas \| 8.682(4) \| 8.983(3) \| \| Califrnia \| 8.507(8) \| 8.468(4) \| \| Nevada \| 8.783(3) \| 8.452 (5) \| \| Virgínia \| 8.340(10) \| 8.437(6) \| \| Utah \| 8.628(5) \| 8.253(7) \| \| Havaí \| 8.515(7) \| 8.200(8) \| \| Texas \| 8.567(6) \| 8.157(9) \| \| Missouri \| 8.400(9) \| 8.032(10) \| \| Carolina do Sul \| 8.292(11) \| \| \| Louisiana \| 8.158(12) \| \| \| Wisconsin \| 8.115(13) \| \| \| Michigan \| 8.083(14) \| \| \| Carolina do Norte \| 8.042(15) \| \| | Vencedora 2ª colocada 3ª colocada 4ª colocada 5ª colocada Top 10 Top 15 |               |
| Estado | Traje de Banho                                                          | Traje de Gala |
| Tennessee | 9.283(1)                                                                | 9.522(1)      |
| Rhode Island | 8.850(2)                                                                | 9.158(2)      |
| Cansas | 8.682(4)                                                                | 8.983(3)      |
| Califrnia | 8.507(8)                                                                | 8.468(4)      |
| Nevada | 8.783(3)                                                                | 8.452 (5)     |
| Virgínia | 8.340(10)                                                               | 8.437(6)      |
| Utah | 8.628(5)                                                                | 8.253(7)      |
| Havaí | 8.515(7)                                                                | 8.200(8)      |
| Texas | 8.567(6)                                                                | 8.157(9)      |
| Missouri | 8.400(9)                                                                | 8.032(10)     |
| Carolina do Sul | 8.292(11)                                                               |               |
| Louisiana | 8.158(12)                                                               |               |
| Wisconsin | 8.115(13)                                                               |               |
| Michigan | 8.083(14)                                                               |               |
| Carolina do Norte | 8.042(15)                                                               |               |

## Seleção das candidatas
Uma candidata de cada estado foi eleita em concursos realizados de junho a dezembro de 2006. O primeiro concurso estadual desta temporada foi o Miss Texas USA, realizado em 25 de junho de 2006 e os últimos certames aconteceram no Cansas e Havaí, em 17 de dezembro de 2006.
Duas candidatas foram substituídas por suas vice-campeãs locais:
- Helen Salas recebeu o título de Miss Nevada USA 2007 em 21 de dezembro de 2006, quando a ganhadora original, Katie Rees, foi destituída após a publicação de fotos seminuas.[8][9] Salas ficara em segundo lugar no concurso estadual realizado em 8 de outubro de 2006.[10]

- Erin Abrahamson assumiu a coroa de Miss New Jersey USA em 15 de janeiro de 2007, quando a vencedora original, Ashley Harder, renunciou por motivo de gravidez.[11] As regras do concurso proíbem a participação de grávidas.[12]

## Candidatas
| - Alabama - Rebecca Moore - Alasca - Blair Chenoweth - Arizona - Courtney Barnas - Arcansas - Kelly George - Califórnia - Meagan Tandy - Colorado - Keena Bonella - Connecticut - Melanie Mudry - Delaware - Nicole Bosso - Distrito de Columbia - Mercedes Lindsay - Flórida - Jenna Edwards - Geórgia - Brittany Swann - Havaí - Chanel Wise - Idaho - Amanda Rammell - Illinois - Mia Heaston - Indiana - Jami Stallings - Iowa - Dani Reeves - Cansas - Cara Gorges - Kentucky - Michelle Banzer - Luisiana - Elizabeth McNulty - Maine - Erin Good - Maryland - Michaé Holloman - Massachusetts - Despina Delios - Michigan - Kelly Best - Minnesota - Alla Ilushka - Mississippi - Jalin Wood - Missouri - Amber Seyer | - Montana - Stephanie Trudeau - Nebrasca - Geneice Wilcher - Nevada - Helen Salas - Nova Hampshire - Laura Silva - Nova Jérsei - Erin Abrahamson - Novo México - Casey Messer - Nova York - Gloria Almonte - Carolina do Norte - Erin O'Kelley - Dacota do Norte - Rachel Mathson - Ohio - Anna Melomud - Oklahoma - Caitlin Simmons - Oregon - Sharitha McKenzie - Pennsylvania - Samantha Johnson - Rhode Island - Danielle Lacourse - Carolina do Sul - Ashley Zais - Dacota do Sul - Suzie Heffernan - Tennessee - Rachel Smith - Texas - Magen Ellis - Utah - Heather Anderson - Vermont - Jessica Comolli - Virgínia - Lauren Barnette - Washington - LeiLani Jones - Virgínia Ocidental - Kasey Montgomery - Wisconsin - Caitlin Morrall - Wyoming - Robyn Johnson |

## Crossovers

### Miss Teen USA
- Gloria Almonte (Nova York) - Miss New York Teen USA 2001, 2ª colocada no Miss Teen USA 2001
- Erin O' Kelley (Carolina do Norte) - Miss North Carolina Teen USA 2001
- Erin Abrahamson (Nova Jérsei) - Miss New Jersey Teen USA 2001
- Alla Ilushka (Minnesota) - Miss Minnesota Teen USA 2002, semifinalista no Miss Teen USA 2002
- Rachel Smith (Tennessee) - Miss Tennessee Teen USA 2002, semifinalista no Miss Teen USA 2002
- Lauren Barnette (Virgínia) - Miss Virginia Teen USA 2002
- Jami Stallings (Indiana) - Miss Indiana Teen USA 2003, top 15 no Miss Teen USA 2003
- Amanda Rammell (Idaho) - Miss Idaho Teen USA 2003
- Amber Seyer (Missouri) - Miss Missouri Teen USA 2003
- Helen Salas (Nevada) - Miss Nevada Teen USA 2004, 3ª colocada no Miss Teen USA 2004
- Magen Ellis (Texas) - Miss Texas Teen USA 2004, top 15 no Miss Teen USA 2004

### Miss América
- Blair Chenoweth (Alasca) - Miss Alaska 2003
- Jenna Edwards (Florida) - Miss Florida 2004, prêmio de traje de banho no Miss America 2005
- Jalin Wood (Mississippi) - Miss Mississippi 2004

## Jurados

### Da final televisionada de 23/03/2007
- Jonathan Antin - empresário
- Jerry Buss - dono dos Los Angeles Lakers e investidor imobiliário
- Giuliana Rancic - jornalista
- Vanessa Minnillo - Miss Teen USA 1998 e apresentadora de TV
- Kimora Lee Simmons - empresária de moda
- Jerry Springer - apresentador de TV
- Vince Young - quarterback do Tennessee Titans
- Corinne Nicolas - presidente da Trump Model Management